# Oswaldo Ibarra
Oswaldo Johvani Ibarra (Ibarra, 8 settembre 1969) è un ex calciatore ecuadoriano, di ruolo portiere.

## Caratteristiche tecniche
Estremo difensore agile e reattivo, difetta di continuità.

## Carriera

### Club
Debutta nel Club Deportivo El Nacional, squadra tra le più titolate del suo paese, l'Ecuador, e rimane fedele al club per 17 anni, dal 1990 al 2007, anno nel quale decide di dare, a 38 anni, una svolta alla sua carriera passando ai rivali del Deportivo Quito, partecipando alla Copa Sudamericana 2008. Indossa sempre il numero 12, nonostante giochi titolare la maggior parte delle partite, e ha indossato questo numero sia nelle competizioni di club che in nazionale. Invece del suo cognome, sul retro della sua maglietta reca la scritta Geovani, ovvero il suo secondo nome (scritto anche Johvani o Geovanny secondo varie fonti).

### Nazionale
Con l'Ecuador Ibarra ha esordito il 5 febbraio 1997 e ha disputato diverse partite nelle edizioni 2001 e 2004 della Copa América, due partite nelle qualificazioni al campionato del mondo 2002 e diverse amichevoli, con l'ultima presenza risalente al 10 luglio 2004.

## Palmarès

### Club

#### Competizioni nazionali
- Campionato ecuadoriano: 6

El Nacional: 1992, 1996, Clausura 2005, 2006
Deportivo Quito: 2008, 2009